# Lhota (Valašské Meziříčí)
Lhota leží v katastrálním území Lhota u Choryně o rozloze 2,23 km2.
Je zde evidováno 76 adres a trvale zde žije 206 obyvatel. Od roku 1976 je vesnice místní částí města Valašského Meziříčí (okres Vsetín).

## Geografie

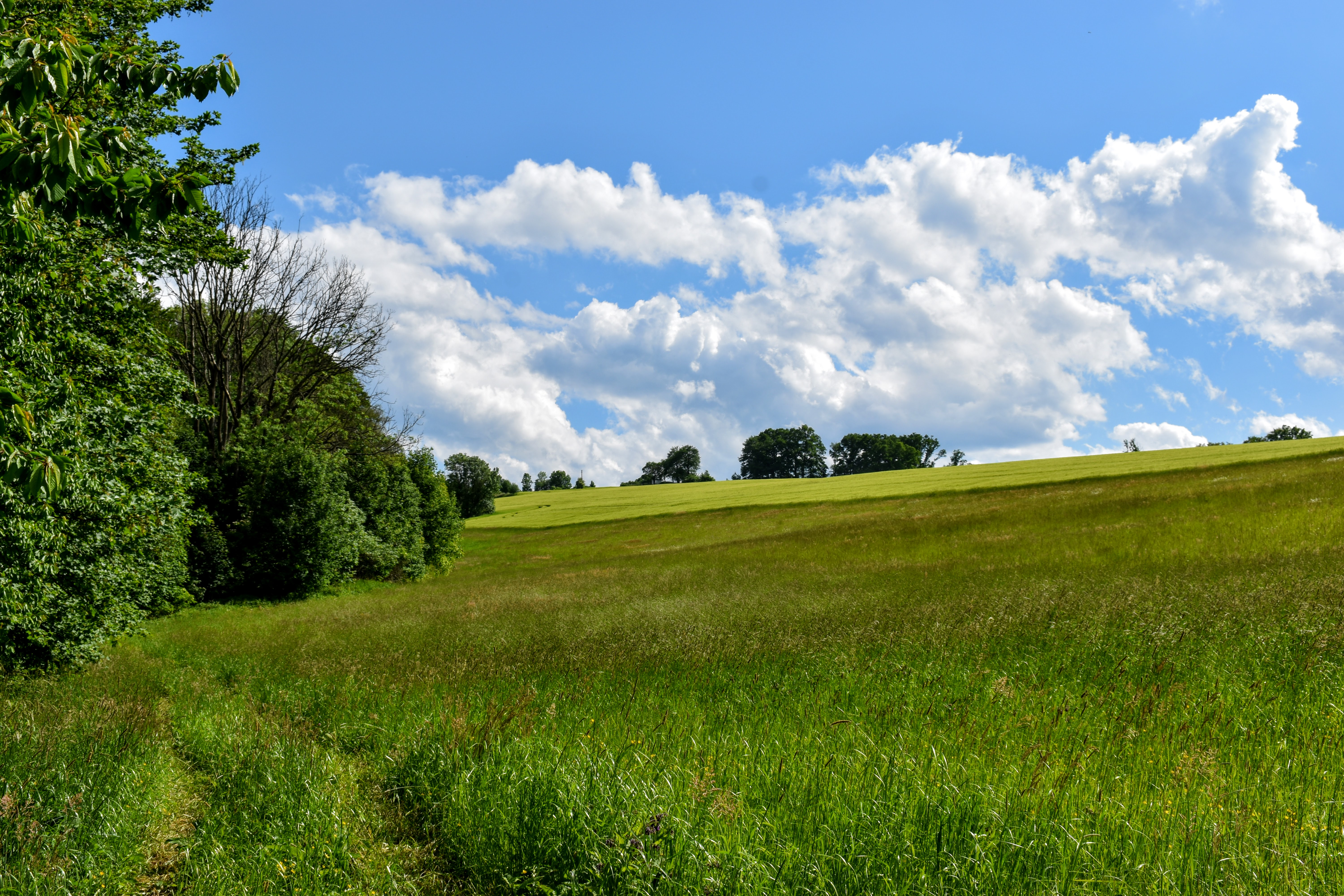
Lhota u Choryně, trať Na Láncích

Lhota se rozkládá na ploše 2,23 km2, výměra katastru v hektarech činila roku 1974 220 ha. Vesnice se nachází v nadmořské výšce 374 m na okraji Kelčské pahorkatiny, jež je tvořena souvrstvím paleogenního flyše. Katastrem protékají potoky Haček, Pastevník a Svinec.
Mezi dochované pomístní názvy tratí patří Bařinka, Dílca, Drážka, Háje, Humenec, Klínca, Lánca, Podléščí či Pastevník.

### Infrastruktura
Lhotou prochází silnice III/43916. Nejbližší železniční stanice jsou situovány ve Valašském Meziříčí, Brankách a Lhotce nad Bečvou. Ve Lhotě se nacházejí dvě autobusové stanice: Lhota a dolní konec. Pošty jsou v Choryni (756 42) a ve Valašském Meziříčí (757 01).

## Historie
První písemná zmínka o vsi pochází z roku 1386, kdy Michal, držitel biskupského lenního statku Choryně, vykázal své ovdovělé matce Filce věno ve výši 150 hřiven na Choryni a Lhotce. V průběhu 15. a 16. století byla ves označována též jako Mikulášova Lhota (1403) či Prostřední Lhota (1445, 1554), přičemž v téže době zanikla v jejím sousedství ves Radslavova Lhota. Při popisu choryňského léna z roku 1654, sestaveného po smrti jeho držitele Hynka rytíře Sevěřského z Kuličova († 1653), žilo ve Lhotě celkem osm sedláků, čtyři podsedci a tři usedlosti byly pusté. Podle druhého lánového rejstříku z roku 1675 se ve Lhotě nacházelo celkem 16 usedlostí. Obyvatelé se živili převážně zemědělstvím či domácím přadláctvím. Duchovní správa sídlila v Kelči, teprve v roce 1785 byla Lhota přičleněna k nově zřízenému lokálnímu kaplanství (později farnosti) v Choryni.
Po zrušení patrimoniální správy v roce 1848 byl prvním starostou obce zvolen Jan Kurovec. V září 1935 byl ve Lhotě zřízen Sbor dobrovolných hasičů, jehož prvním velitelem byl ustanoven August Grygařík. Nová hasičská zbrojnice pak byla zbudována v roce 1975. Jednotné zemědělské družstvo bylo vytvořeno roku 1952, ale posléze zaniklo a znova obnoveno bylo až o pět let později. Na počátku šedesátých let 20. století pak bylo lhotské JZD sloučeno s okolními družstvy (Choryně, Juřinka, Poličná), čímž vzniklo nové JZD Budoucnost se sídlem v Poličné. Po roce 1989 se JZD rozpadlo a jeho objekty přešly do rukou soukromého zemědělského subjektu. Škola v obci zbudována nebyla, děti původně docházely do školy v Choryni a roku 1957 byla Lhota přiškolena k Poličné.
Místní částí města Valašského Meziříčí se Lhota u Choryně stala v roce 1976. Posledním předsedou MNV byl Ladislav Balhar. Roku 1980 byl název vsi změněn na Lhota.

## Památky a dominanty
- Kaple Panny Marie Svatohostýnské z poloviny 19. století.
- Kulturní dům se zvonicí z roku 1906.
- Kamenný kříž u hlavní cesty, zhotovený v roce 1859.

## Osobnosti
- Jan Skýpala († 1917) – starosta obce v letech 1894–1910. Roku 1906 kandidoval do moravského zemského sněmu, ale byl poražen c. k. vrchním geometrem Janem Kratzlem.[8]
- ThDr. Stanislav Špůrek CSsR (1902–1988) – místní rodák, římskokatolický duchovní a pedagog, vyučující dogmatickou teologii na Bohoslovném ústavu v Obořišti.

## Galerie

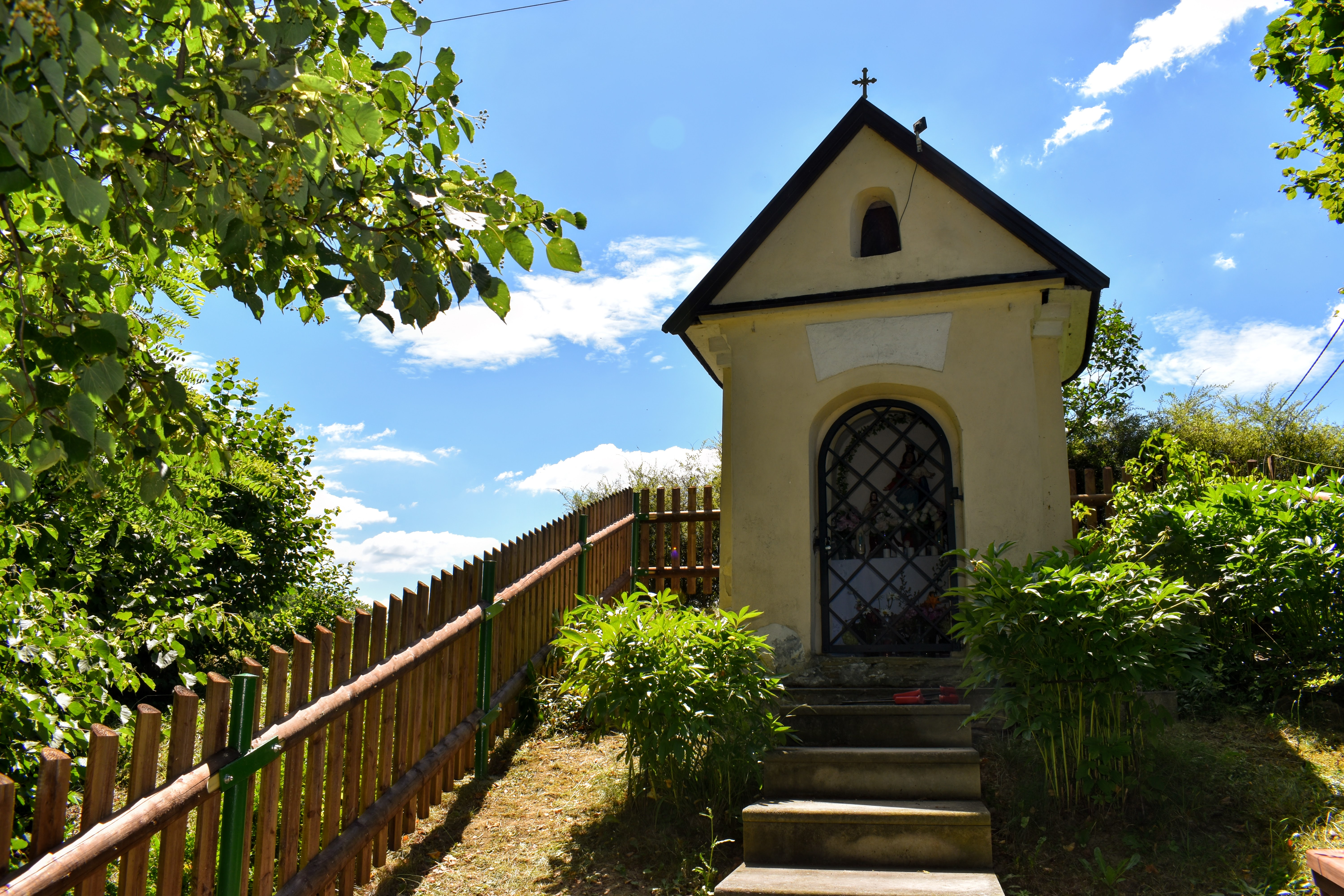
Kaple Panny Marie Svatohostýnské z 19. století
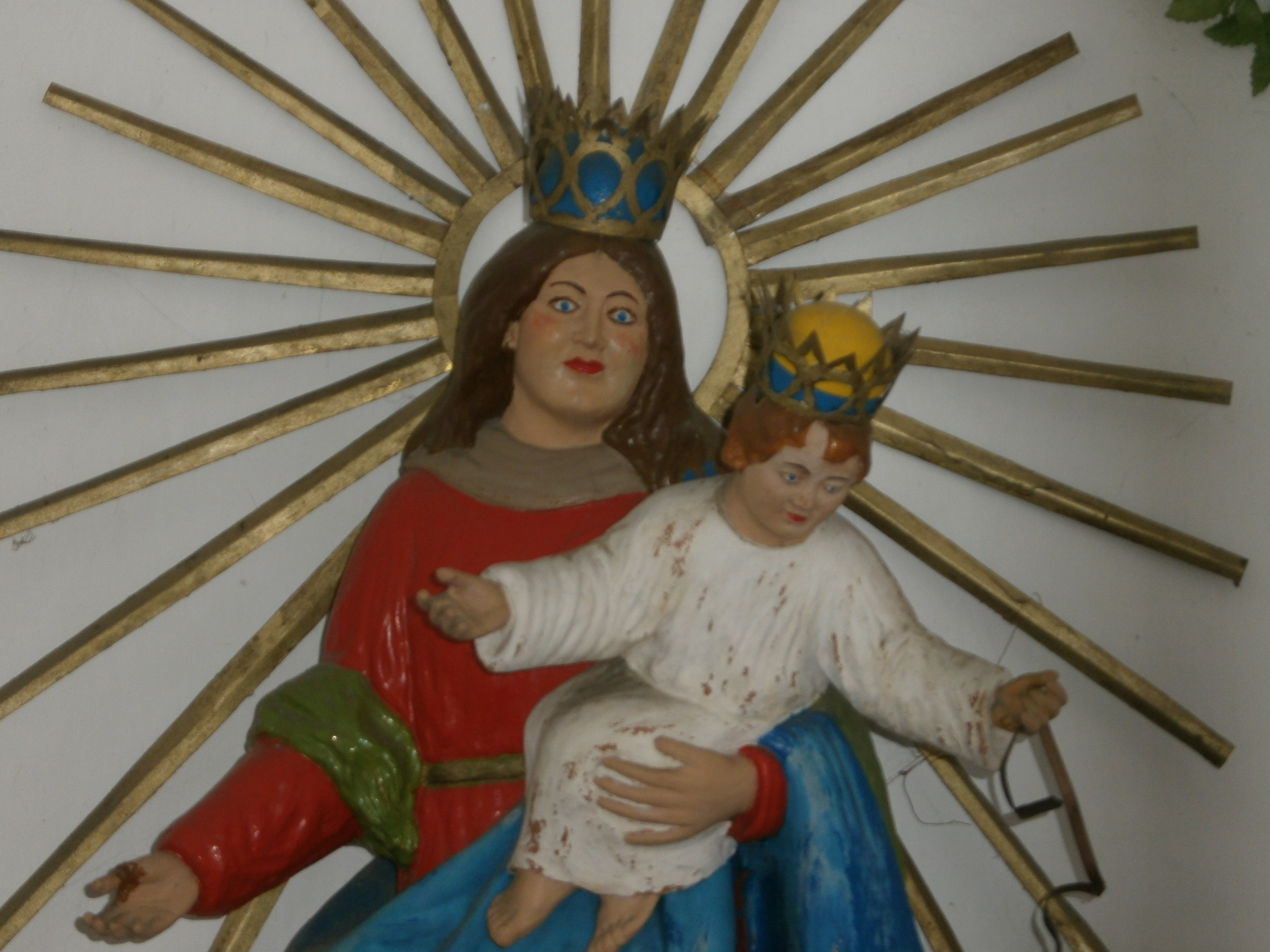
Detail Sochy Panny Marie Svatohostýnské v místní kapli
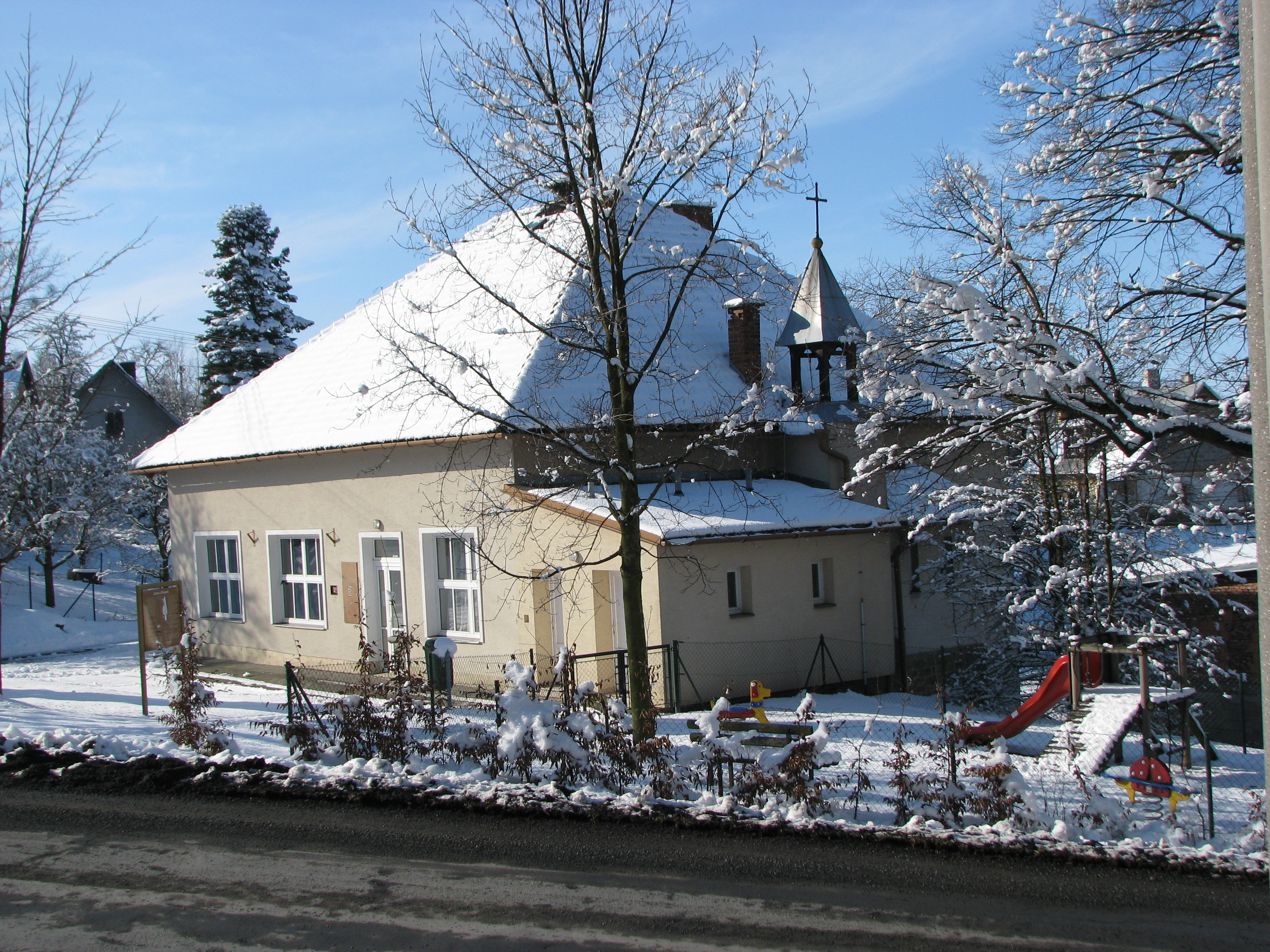
Kulturní dům se zvonicí
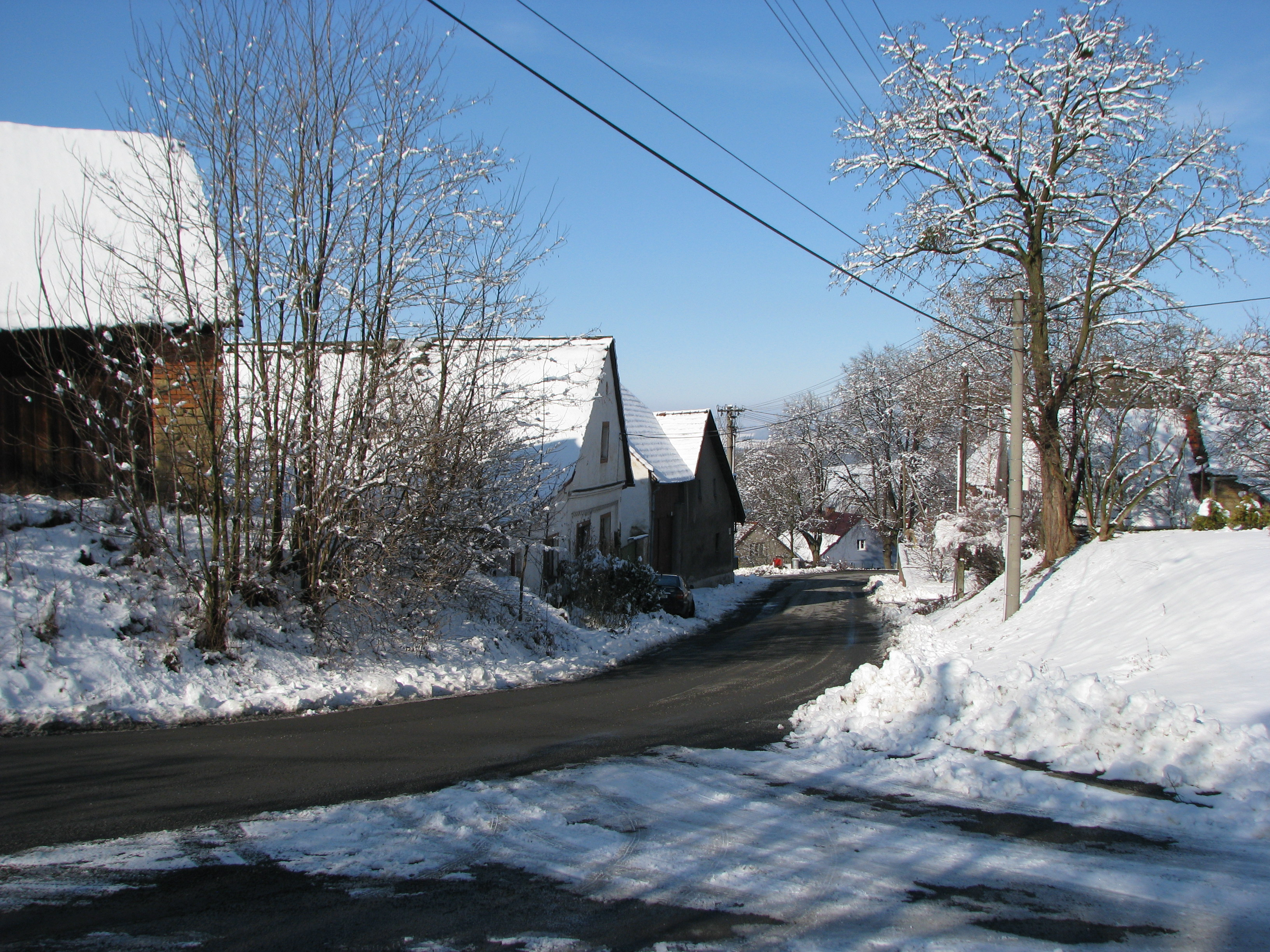
Centrum Lhoty v zimě